# Manuel Llauder
 (juin 2025).
Si vous disposez d'ouvrages ou d'articles de référence ou si vous connaissez des sites web de qualité traitant du thème abordé ici, merci de compléter l'article en donnant les références utiles à sa vérifiabilité et en les liant à la section « Notes et références ».
Manuel Llauder y Camín, né à Argentona le 3 juillet 1789 et mort à Madrid le 6 mars 1851, vicomte de Llauder et marquis du Valle de Ribas, est un militaire et homme politique espagnol, capitaine général de l'Aragon (1830), vice-roi de Navarre (1830-1832), capitaine général de la Catalogne (1832-1835) puis ministre de la Guerre dans le gouvernement de Francisco Martínez de la Rosa (1834-1835).